# Калошино (Аввакумовское сельское поселение)
Кало́шино — деревня в Калининском районе Тверской области. Относится к Аввакумовскому сельскому поселению.
Расположена восточнее Твери, в 2,5 км от посёлка Сахарово, на левом берегу реки Орша.
В 1997 году — 12 хозяйств, 30 жителей. В 2002 году — 32 жителя.
По проекту, новая платная скоростная автомагистраль Москва — Санкт-Петербург  пройдет между Калошино и соседней деревней Терехово.